# Zárókő

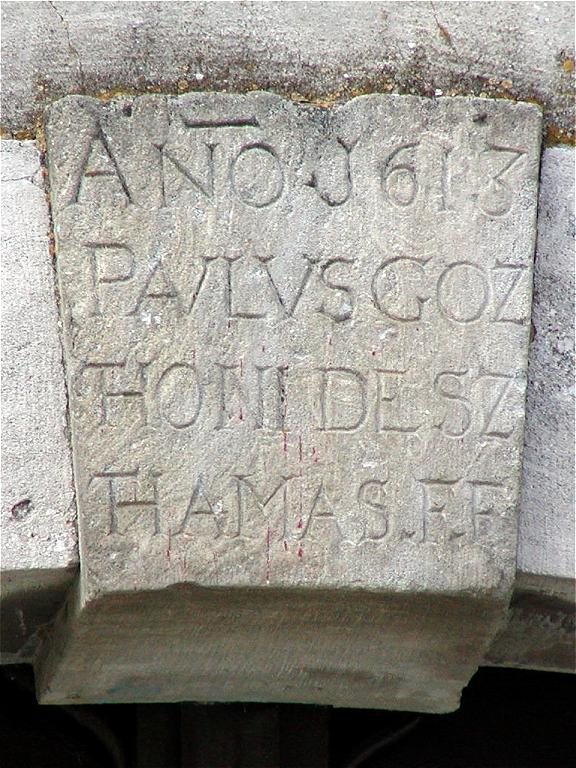

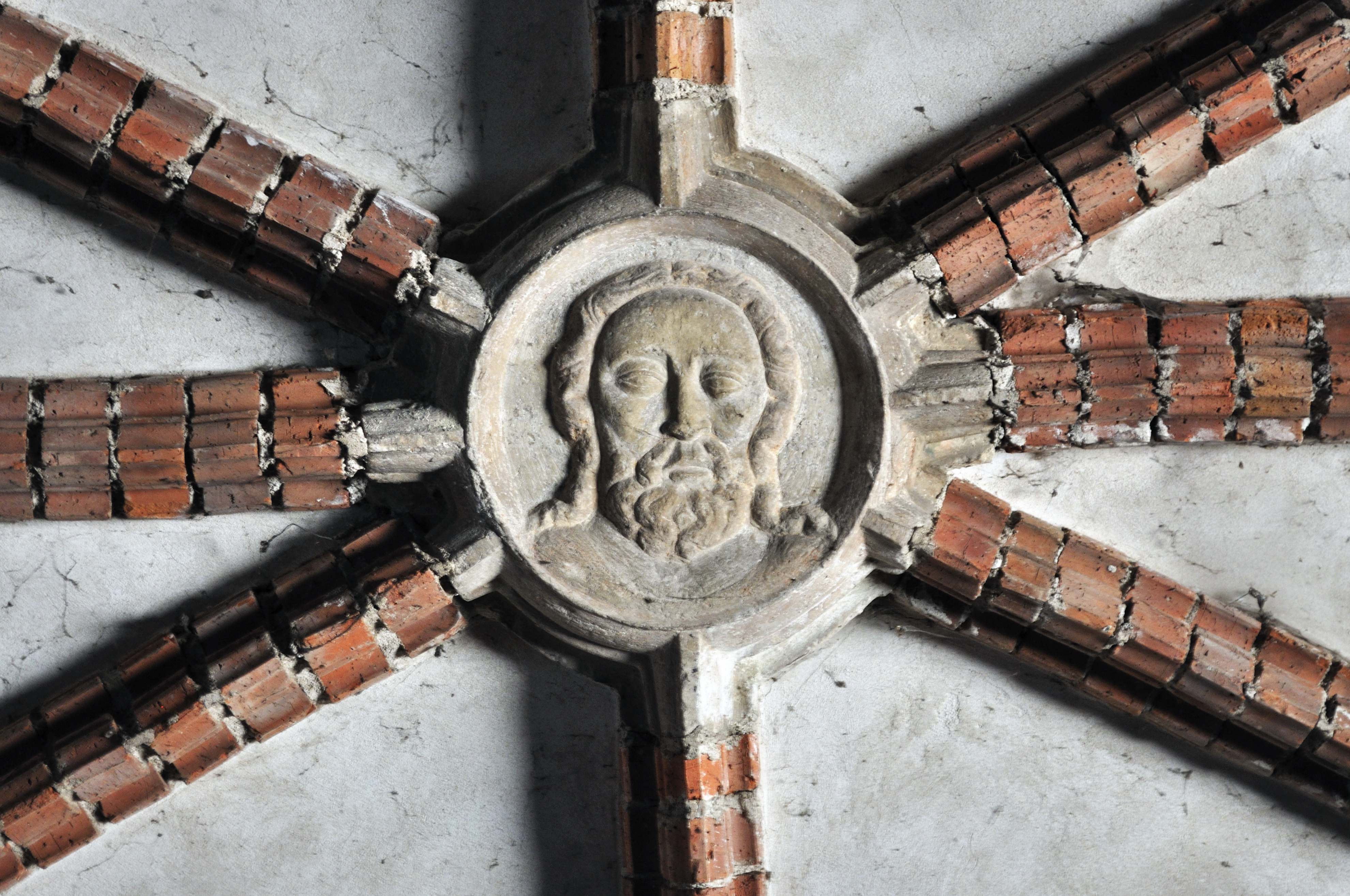

A zárókő az építészetben a boltívek középtengelyébe a boltozás végén legfelül, utolsóként elhelyezett nagyobb kő vagy annak utánzata. Ennek behelyezésével válik zárt szerkezetté és így állékonnyá a boltozat, mert bezárja a két összehajló boltívet, felfogja és kiegyenlíti azok nyomását. Már az etruszkok és a rómaiak külön megmunkálták, mintegy kiemelték a boltozat többi köve közül. Hogy jobban bírja a terhelést, a nyomásnak és az ellenállásnak megfelelő ruganyos csigavonalú gyámkő-, illetve boltkő-alakra képezték ki. Többnyire nagyobb is volt a boltív többi kövénél, és gyakorta maszkokkal, emblémákkal díszítették.
A reneszánszban a zárókövet sokszor címerrel ékítették; ebből fejlődött ki a cartouche, ami az építészetben ornamentális keretbe foglalt, pajzs alakú ékítményt jelent címeres, feliratos vagy üres mezővel. Elnevezését a felcsavarodott papirost jelentő olasz „cartoccio” szóból származtatják. A díszítő motívum a feudális nemesi címerpajzsból fejlődött ki – ennek megfelelően lehet paralelogramma, alul lekerekített vagy szív alakúra hegyezett, álló vagy fekvő ellipszis, ritkán kör alakú.
A népi építészetben is általában díszítették és kőfaragójeggyel látták el.

## Külső hivatkozások
- A Pallas nagy lexikona
- A Pallas nagy lexikona
- ÉpítőanyagNet.hu